# Cleptoria robusta
Cleptoria robusta är en mångfotingart som först beskrevs av Shelley 1986.  Cleptoria robusta ingår i släktet Cleptoria och familjen Xystodesmidae. Inga underarter finns listade i Catalogue of Life.